# Ochthoeca nigrita
El pitajo negresco o pitajo negro (en Venezuela) (Ochthoeca nigrita), es una especie de ave paseriforme de la familia Tyrannidae perteneciente al género Ochthoeca. Es endémico de los Andes en Venezuela.

## Distribución y hábitat
Se distribuye en la cordillera de los Andes del oeste de Venezuela, en Mérida y noroeste de Barinas hacia el sur hasta el norte de Táchira.
Esta especie es considerada poco común en sus hábitats naturales: el sotobosque y los bordes de selvas montanas y bosques en los Andes en altitudes entre 1500 y 2900 m.

## Sistemática

### Descripción original
La especie O. nigrita fue descrita por primera vez por los zoólogo británicos Philip Lutley Sclater y Osbert Salvin en 1871 bajo el mismo nombre científico; su localidad tipo es: «páramos de Mérida, Venezuela».

### Etimología
El nombre genérico femenino «Ochthoeca» se compone de las palabras del griego «okhthos» que significa ‘montículo’, ‘colina’ y «oikeō» que significa ‘habitar’; y el nombre de la especie «nigrita», deriva del latín «nigritia» que significa ‘de color negro’.

### Taxonomía
Por mucho tiempo fue tratada como la subespecie O. cinnamomeiventris nigrita, pero actualmente se la considera como separada de Ochthoeca cinnamomeiventris debido a las diferencias de plumaje siguiendo a Ridgely & Greenfield (2001), Hilty (2003) y Fitzpatrick (2004). El Comité de Clasificación de Sudamérica (SACC) precisa de propuestas para validar. Es monotípica.